# ذخیره‌گاه طبیعی برجومی
ذخیره‌گاه طبیعی برجومی (به لاتین: Borjomi Strict Nature Reserve) یک منطقه حفاظت‌شده در گرجستان است که در برجومی واقع شده‌است.